# Karol Lucero
Karol Jesús Lucero Venegas (Santiago, 17 de abril de 1987), conocido anteriormente como Karol Dance, es un presentador de televisión, locutor de radio y empresario chileno. También ha incursionado en la música y la actuación.
Hasta 2019, fue uno de los principales rostros del canal de televisión abierta Mega, donde se desempeñó como panelista en el matinal Mucho gusto, y de Radio Carolina, donde condujo el programa «Comunidad K». Además, colaboró como columnista en el periódico HoyxHoy.
En octubre de 2019, tras el estallido social en Chile y otras controversias, anunció su retiro temporal de la vida pública para viajar y enfocarse en sus actividades empresariales.

## Primeros años
Karol nació el 17 de abril de 1987, hijo de Fernando Lucero y Nancy Venegas, quienes lo bautizaron con ese nombre porque nació en el periodo cuando el Papa San Juan Pablo II (su verdadero nombre es Karol Wojtyła) visitó Chile.
Sus estudios los realizó en el liceo Andrés Bello, en la comuna de San Miguel. Posteriormente a los 17 años, ingresa a la universidad a estudiar derecho,[cita requerida] sin embargo no la terminó debido a sus problemas económicos.[cita requerida] Complementó su educación superior con cursos de comunicación audiovisual, locución, periodismo, expresión escénica y teatro.[cita requerida]
Su primera experiencia con el ámbito artístico fue en 2001 donde es elegido para ser rostro de la revista Icarito de La Tercera (COPESA).
En 2003 realiza un curso de desarrollo mediático (modelaje publicitario, dicción y locución, fotografía y teatro).
Salta a la fama en 2008 debido a sus participaciones en programas de televisión, hecho que lo llevó también a ser conocido como «el rey de los pokemones» debido a que era un personaje habitual en las fiestas discotequeras habituales en el Santiago de Chile de esa época.

## Carrera mediática

### Presentador en televisión y radio

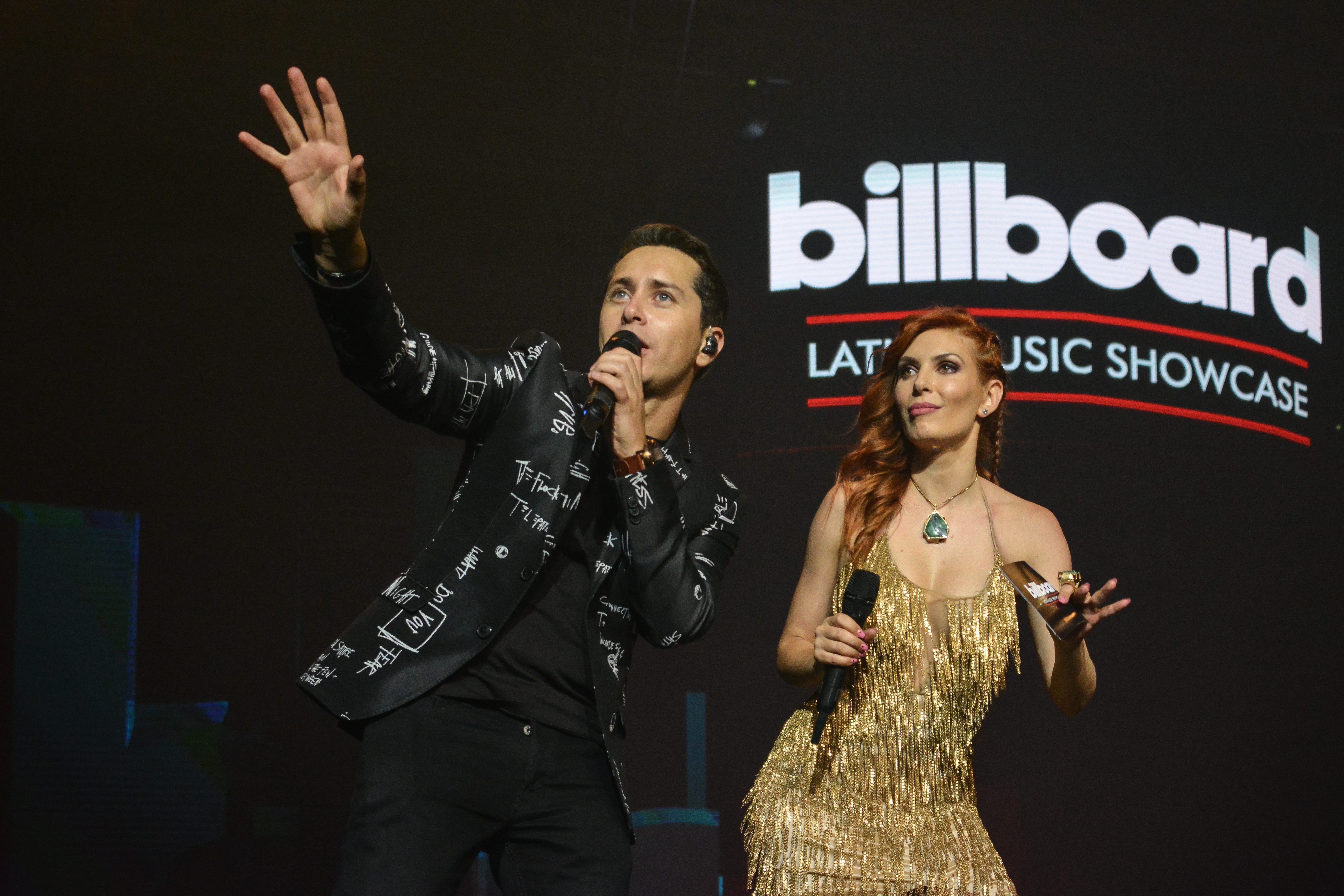
Karol Lucero junto a Eugenia Lemos presentando el Billboard Latin Music Showcase Chile 2018.

Durante 2006 y 2007, Karol fue escogido por su universidad para ser el rostro de su campaña publicitaria. En ese año era el animador de las «fiestas pokémonas», siendo el primero en ir a fiestas diurnas que ya estaban imitando en regiones y que lo conocían por la red social Fotolog, la cual estaba de moda en esa época. Su primer evento fue un encuentro de reguetón en el Arena Santiago (Arcángel, Zion, Yaga y Mackie). Luego fue llamado a ser el animador de Daddy Yankee en Chile, en la pista atlética del Estadio Nacional. En 2007, formó parte de la radio juvenil FMCHAT.cl.
Durante enero y febrero de 2008, es contratado por Broadeyes para ser parte del equipo que representó a los pokémon durante el verano en el programa SQP de Chilevisión. A mediados de febrero fue invitado a ser panelista estable del programa Pegao' a las sábanas de Radio Carolina. Al mismo tiempo, realizó una gira por todo el país con Next producciones como animador del tour Todo Chile. En marzo de ese año fue llamado para animar un evento de reguetón en el Teatro Caupolicán y en abril en el Arena Santiago para Tito el Bambino.
En mayo de 2008, fue invitado por la producción de Yingo de Chilevisión a ser parte del elenco del programa juvenil y firmar contrato con la estación televisiva. De ser parte del elenco, luego fue animador del programa, y también de Sin vergüenza. En 2009, realizó un récord mundial de transmisión en línea durante 96 horas continuas. En Radio Carolina tuvo su propio programa durante 2009 y 2010 llamado Domingo Poncea2 y desde 2011 conduce el primer radio video music de Chile Comunidad K.
En 2014 conduce el programa juvenil de ETC TV Sin uniforme, junto a Catalina Vallejos.
En 2014 deja Chilevisión y se trasladó en enero de 2015 a Mega como panelista estable del matinal Mucho gusto, cargo en el que se mantuvo hasta octubre de 2019.

### Actuación
En septiembre de 2007, Karol comienza a grabar la primera webserie de Chile para el portal Terra, Nikolais, diario de un Pokémon, la cual en noviembre de ese año se transmitió, debido a su éxito, en Chilevision, dentro del programa El diario de Eva.
En marzo de 2010, Karol protagonizó Amor Virtual, la primera teleserie juvenil de Chilevisión, donde interpretó a Mateo Robles. Además, fue invitado especial en Teatro en Chilevisión en el capítulo "Un fin de semana a todo cachete". Más tarde, en septiembre de 2010, protagonizó junto a Carolina Mestrovic, Don Diablo, donde interpretó a Ángel Bonilla, y en abril de 2011, protagonizó Vampiras donde interpretó a Nicolás Zarricueta. En 2012, Karol en conjunto con su casa televisiva, determinó que no estuviera en Gordis, para potenciar su rol de nuevo animador de Yingo.

### Columnista
También ha sido columnista en el periódico HoyxHoy, de circulación gratuita.

## Vida personal
Karol Lucero tuvo una relación con Natalia Rodríguez «Arenita», de 2005 a 2008. Luego con la modelo Faloon Larraguibel. También tuvo una relación con su coanimadora de Sin uniforme, Catalina Vallejos, entre 2014 y 2016.
En su infancia, participó en el movimiento scout, razón por la cual participa de algunos eventos e instancias como el Jamboree Nacional 2013 organizado por la Asociación de Guías y Scouts de Chile.

## Controversias
El animador ha generado diversas polémicas. En 2012 protagonizó la campaña «No + violencia en el pololeo», producida por el Servicio Nacional de la Mujer. En la campaña, Karol Dance protagonizó un video donde aparece siendo golpeado, tras defender a una joven violentada por su pololo en un pub. La campaña publicitaria fue criticada por organizaciones feministas y organizaciones no gubernamentales en defensa de los derechos humanos debido al enfoque de la campaña y a la situación de las políticas públicas en la materia. 
En 2018 fue acusado de mantener sexo oral durante su jornada laboral, con una mujer que «arreglaba los cables», mientras transmitía en vivo (y simultáneamente por streaming de video) para la radio Carolina. Por ello, y diversos episodios, ha recibido funas en sus transmisiones radiales y en programas de televisión, intensificadas mediante consignas y carteles durante las protestas de 2019.
En 2020, fue acusado de participar en una estafa piramidal, al comenzar a promocionar a través de sus redes sociales la empresa IM Master Academy, la cual esta acusada de estafa piramidal en países como España, Bélgica, Francia y Colombia. Ante estas acusaciones, desmintió estar vinculado a la estafa piramidal, indicando que era un modelo de negocios multinivel, y que él solo era un estudiante. La Comisión para el Mercado Financiero alertó de que esta entidad no contaba con autorización para prestar servicios sobre el mercado financiero y no se encuentra inscrita en el Registro de Corredores de Bolsa y Agentes de Valores que maneja la CMF. Ante esto, Lucero borró fotografías que lo vinculaban a la supuesta academia, además de responder al cuestionamiento a través de sus redes sociales.
En agosto de 2024 fue duramente criticado por la opinión pública debido a sus dichos contra el fallecido presentador de televisión Felipe Camiroaga, argumentando que "era un huevón egocéntrico" y que "hoy en día estaría funadisimo".

## Filmografía

### Presentador de televisión
| Año       | Programa              | Rol                                      | Canal              |
| --------- | --------------------- | ---------------------------------------- | ------------------ |
| 2008-2011 | Yingo                 | Participante y luego animador            | Chilevisión        |
| 2011-2013 | Yingo                 | Conductor                                | Chilevisión        |
| 2010-2014 | Sin vergüenza         | Conductor                                | Chilevisión        |
| 2014      | Sin uniforme          | Conductor                                | etc...TV           |
| 2015-2019 | Mucho gusto           | Panelista                                | Mega               |
| 2016      | ¿Volverías con tu ex? | Copresentador y Anfitrión de actividades | Mega               |
| 2017      | Doble tentación       | Copresentador y Anfitrión de actividades | Mega               |
| 2018      | El gran bartender     | Presentador                              | Mega Telefe        |
| 2019      | Resistiré             | Monitor                                  | Mega MTV TV Azteca |

#### Telenovelas
| Año  | Título       | Personaje            | Notas        | Canal       |
| ---- | ------------ | -------------------- | ------------ | ----------- |
| 2010 | Amor virtual | Mateo Robles Arrieta | Protagonista | Chilevisión |
| 2010 | Don Diablo   | Ángel Bonilla        | Protagonista | Chilevisión |
| 2011 | Vampiras     | Nicolás Zarricueta   | Protagonista | Chilevisión |
| 2013 | Graduados    | Él mismo             | Cameo        | Chilevisión |

#### Series de televisión
| Año  | Título                        | Personaje         | Notas                                       |
| ---- | ----------------------------- | ----------------- | ------------------------------------------- |
| 2007 | Nikolais diario de un Pokémon | Karol Dance       | Antagonista; webserie de Terra              |
| 2010 | Teatro en Chilevisión         | Nicolás Echeñique | Episodio: "Un fin de semana a todo cachete" |

### Locutor radial
- 2007: FMCHAT.cl
- 2008-2019: Radio Carolina

### Video musical
| Año  | Video      | Artista              | Notas        |
| ---- | ---------- | -------------------- | ------------ |
| 2012 | Tu amor es | Nicky (Nicole Gómez) | Protagonista |

## Discografía

### Sencillos
| Canción                 | Año  | Otro(s) artista(s)                 | Álbum             |
| ----------------------- | ---- | ---------------------------------- | ----------------- |
| «Necesito de tu amor»   | 2009 | —                                  | Yingo 2           |
| «Me fallaste»           | 2009 | —                                  | Canción sin álbum |
| «Héroes de la noche»    | 2009 | Rodrigo Avilés                     | Canción sin álbum |
| «Reggaeglobo»           | 2009 | Rodrigo Avilés y Mariuxi Domínguez | Canción sin álbum |
| «De la amistad al amor» | 2010 | —                                  | Canción sin álbum |
| «La Roja va al Mundial» | 2010 | Rodrigo Avilés y Camilo Huerta     | Canción sin álbum |
| «Chile campeón»         | 2010 | Félix Soumastre                    | Canción sin álbum |

Como artista invitado
| Canción           | Año  | Álbum                        |
| ----------------- | ---- | ---------------------------- |
| «Lolita» (con C4) | 2008 | Los ángeles caídos del cielo |

### Sencillos promocionales
| Canción                                                | Año  |
| ------------------------------------------------------ | ---- |
| «Amor virtual» (con Rodrigo Avilés y Gianella Marengo) | 2010 |

## Premios y nominaciones
Premios TV Grama
| Año  | Categoría                 | Resultado |
| ---- | ------------------------- | --------- |
| 2010 | Mejor Actor Juvenil       | Ganador   |
| 2010 | Mejor Animador(a) Juvenil | Nominado  |
| 2011 | Mejor Actor Juvenil       | Ganador   |
| 2011 | Mejor Animador Juvenil    | Ganador   |
| 2013 | Mejor Actor Juvenil       | Nominado  |
| 2013 | Mejor Animador Juvenil    | Ganador   |

Premios Gold Tie
| Año  | Categoría                            | Resultado |
| ---- | ------------------------------------ | --------- |
| 2010 | Revelación Juvenil                   | Ganador   |
| 2011 | Mejor Programa Radial                | Nominado  |
| 2011 | Mejor Locutor Radial Juvenil         | Ganador   |
| 2011 | Mejor Actuación Juvenil              | Ganador   |
| 2011 | Rostro popular 2011                  | Ganador   |
| 2012 | Mejor Locutor Radial                 | Nominado  |
| 2012 | Mejor Programa Radial                | Ganador   |
| 2012 | Rostro Popular Juvenil (Masculino)   | Ganador   |
| 2012 | Mejor Animador Juvenil de Televisión | Nominado  |

Tuna de Oro
| Año  | Categoría              | Resultado |
| ---- | ---------------------- | --------- |
| 2013 | Mejor Animador Juvenil | Ganador   |

Copihue de Oro
| Año  | Categoría     | Resultado |
| ---- | ------------- | --------- |
| 2013 | Mejor Locutor | Nominado  |
| 2015 | Mejor Locutor | Ganador   |
| 2016 | Mejor Locutor | Ganador   |
| 2017 | Mejor Locutor | Ganador   |